# デジタルの日
デジタルの日（デジタルのひ、英語: Japan digital days）は、日本のデジタル化推進に向け、国民がデジタルについて定期的に“振り返り”“体験し”“見直す”ための機会として、日本政府が創設した記念日。また、「デジタルの日」が属する月は、デジタル月間とされる。

## 概要
創設初年度にあたる「2021年デジタルの日」は10月10日-11日に実施された。
2022年以降は「毎年10月の第一日曜日・月曜日をデジタルの日」とし、また「毎年10月をデジタル月間」とすることになった。
2023年以降もデジタルの日・デジタル月間は継続されているが、デジタル庁主催のイベントは開催されていない。

### テーマ
官民挙げてデジタルトランスフォーメーションの推進に取り組む気運を盛り上げ、「デジタルの日」と「デジタル月間」の意義の強調および国民への浸透を図るためにテーマが年によって設けられる。
| 年次            | テーマ                       | 備考  |
| --------------- | ---------------------------- | ----- |
| 第1回（2021年） | #デジタルを贈ろう            | [ 1 ] |
| 第2回（2022年） | ふれよう！＃デジタルのチカラ | [ 2 ] |